# Alina Kacperska-Lewak
Alina Kacperska-Lewak (ur. 1 marca 1934 w Warszawie, zm. 5 października 2022) – polska botaniczka, profesor nauk przyrodniczych.

## Życiorys
W 1956 ukończyła studia na Uniwersytecie Warszawskim. W latach 1956–1964 pracowała w Instytucie Melioracji i Użytków Zielonych w Warszawie. W 1961 obroniła na Uniwersytecie Warszawskim pracę doktorską. Od 1965 pracowała na Wydziale Biologii UW, w 1972 uzyskała stopień doktora habilitowanego, w 1983 tytuł profesora nadzwyczajnego, w 1989 tytuł profesora zwyczajnego. Była prodziekanem Wydziału Biologii UW w latach 1981-1984. W latach 1970–2003 kierowała na macierzystym Wydziale Zakładem Odporności Roślin. W 2004 przeszła na emeryturę.
Od 1989 była członkiem zwyczajnym Towarzystwa Naukowego Warszawskiego, była też członkiem Komitetu Fizjologii, Genetyki i Hodowli Roślin  PAN (od 1981) i Komitetu Botaniki PAN (od 1984).
Została odznaczona Krzyżem Kawalerskim (1985) i Krzyżem Oficerskim Orderu Odrodzenia Polski (2004).
Jej mężem był Stanisław Lewak.